# 东嘎寺
东嘎寺，又译“铜嘎寺”，位于西藏自治区日喀则地区亚东县上亚东乡，是一座藏传佛教格鲁派寺院。

## 历史
东嘎寺建于16世纪初，位于上亚东乡西面的东嘎山山坡处，距离亚东县城13公里，以东嘎山命名，是亚东县规模及影响最大的格鲁派寺庙。东嘎山形似海螺，故名“东嘎”。
东嘎寺全称“东嘎·扎什伦布寺”，为日喀则扎什伦布寺的分寺。该寺最初由主巴梧隆迥乃仁波切在17世纪初主持创建。起初仅有一间小经堂和几位僧人，信奉噶举派。后来，四世班禅罗桑却吉坚赞（1567年－1662年）派弟子格隆德协巴到亚东传法，对该寺进行扩建，增建一间经堂（面积4柱）、一间依怙殿、数间僧舍，依怙殿内有高3米的弥勒佛塑像，同时令该寺改奉格鲁派，成为扎什伦布寺的分寺。19世纪初，亚东地震发生，该寺遭破坏，扎什伦布寺修复该寺，并增建10间僧舍。20世纪初，该寺在第一世活佛阿旺格桑·白桑布的主持下进行大规模扩建，形成了东西宽48米，南北长62米，占地面积3000平方米的寺院规模。
该寺制作的藏药质量很高，还研制了许多藏药制作秘方，出过很多有名的僧医，该寺的藏医药在藏区富有盛名。
东嘎寺规定常年僧人150人，实际最多时仅达到107人。该寺活佛仅传两世：第一世活佛阿旺格桑·白桑布，精通佛经、医学，在西藏境内及锡金、不丹地区名望很高。圆寂之后，十四世达赖的经师赤江·罗桑意西为其主持了灵塔兴建典礼。第二世活佛佳典晋美·曲吉旺久于1937年生于锡金，是锡金王国一位大臣之子，1941年被迎请至东嘎寺之后，即送往拉萨色拉寺学经，西藏民主改革时被送出境。此后该寺长年没有活佛。
东嘎寺下属11座分寺，其中塔巴曲林寺、卡相寺位于印度噶伦堡附近，贡巴日寺、拜东寺在印度大吉岭附近，其余7座分寺都在亚东县境内。民主改革后，该寺被确定为保留寺庙，并且留有喇嘛8人。文化大革命时，该寺被毁。后来，由政府拨款修复了措钦大殿。
1950年底，西藏噶厦为阻止中国人民解放军进入西藏，在康区西部的昌都一线布下重兵，但在昌都战役中遭中国人民解放军击败。刚亲政的十四世达赖喇嘛从拉萨出走至亚东。在此地，达赖徘徊观望，一方面向外国求援，同时又与中央人民政府周旋。期间，西藏噶厦派代表与中央人民政府签署了《关于和平解放西藏办法的协议》（俗称《十七条协议》），但噶厦中的亲英美派人士仍在推动达赖喇嘛赴外国避难。此时，1951年7月14日，中央人民政府代表张经武经印度抵达亚东，广泛会见了随达赖喇嘛滞留亚东的西藏噶厦官员及僧人代表，进行劝导。7月16日，在东嘎寺的主殿二层，张经武与达赖举行会唔，并向达赖转交了中央人民政府主席毛泽东致达赖的信。张经武向达赖阐述了中央人民政府对西藏的立场，解释了《十七条协议》的内容，打消了达赖喇嘛的顾虑。随后，西藏噶厦向毛泽东主席发去电报，表示欢迎张经武的来到，达赖喇嘛最终在1951年7月底返回拉萨。

## 建筑
东嘎寺坐东朝西，呈四合院形制。门前有4级台阶。经过门楼即为庭院。庭院后部中间是该寺的主体建筑措钦大殿。措钦大殿高二层，下层为经堂，上层为佛殿。措钦大殿长、宽各20米，面积400平方米。殿门前有石阶3级，门楼非常高，门廊内有2根大柱。经堂面阔4间，进深5间，其中有长柱4根、短柱8根，上方开有天窗。经堂内原来供奉高3米的弥勒佛镀金铜像、狮子吼佛王像，以及宗喀巴师徒三尊的等身泥塑像与其他铜质或者泥塑的佛像、菩萨像、护法神像等40多尊。经堂内的法器有金质酥油灯1盏、银质净水碗数十个、银制大鹃数对。二层佛殿内收藏有《甘珠尔》3部、《丹珠尔》2部、《十万颂》1部，以及阿底峡、仲敦巴、俄勒贝菩萨、宗喀巴等高僧的著作全集，萨迦派、格鲁派、噶举派、宁玛派等教派的大小五明等等。措钦大殿顶部有高1米的镀金铜宝瓶、玉幢等等。
措钦大殿门楼及庭院两侧的厢房均是三层。门楼一方均是僧舍。两侧厢房第一层自南至北依次是护法神殿、伙房、储藏室；二、三层分别是经室、跳神室。东厢房分成南、北两部分，南部是僧舍，北部是活佛卧室及客房。
1937年，东嘎寺第一世活佛阿旺格桑·白桑布病逝，该寺又在措钦大殿后面为他新建了一座灵塔殿。该殿面阔5间，高度约一层半。殿内的灵塔高3米，用水泥浇铸，外面包裹银皮，塔内装藏着阿旺格桑·白桑布活佛的肉身及珠宝；塔前供着1盏金质酥油灯、7只银质净水碗（每只容量3升）、1对银制大杜鹃（高约30厘米）以及若干供佛器皿。
东嘎寺门前有一块巨大的山石，上面刻有宗喀巴师徒三尊结跏趺坐在莲台上的说法像；下面刻有密宗主护法神“傥巾曲杰”神像，牛头蓝身，双手各执法器，足下踏妖人，面目狰狞。
东嘎寺内的文物繁多，主要包括佛像、唐卡、铜钹等等：
- 释迦佛铜像：通高60厘米（像高47厘米，莲台高13厘米）。释迦佛像顶上为螺髻，面颊丰满，额中带有白毫，眉毛细长，眼敛下垂，眼睛微微张开，鼻梁挺直，鼻沟较深，嘴唇微微闭合，长耳垂肩，颈下有三道蚕纹；身穿右袒式大衣，衣薄透体，带有印度雕像风格；左手掌心向上平置于膝上，右手下垂抚摸膝盖，结跏趺坐在仰覆莲座上。
- 铜铃：通高15厘米，铃身直径8厘米。该铜铃出自阿旺格桑·白桑布活佛的灵塔内。铜铃把头是4个银雕龙头，从龙嘴中各吐出一条长舌结花瓣；把身四面是戴冠菩萨双手合十像。铃身带有3周花纹：下为金刚杵，中为狮头璎珞，上为覆莲花瓣。
- 明代铜钹：普通样式，外形略像笠帽，顶部正中有一个小孔，供穿系用。铜钹内径25厘米，外径50厘米，圆顶一侧阴刻着二龙戏珠图案，另一侧阴刻着双勾楷书“大明宣德年造”六个字。
- 晒佛唐卡：宽8米，长10米。中绘释迦佛结跏趺坐像。为清末的作品。[3]